# فلامران
فلامران (به فرانسوی: Flammerans) یک کمون در فرانسه با جمعیت ۴۰۸ نفر است که در Canton of Auxonne واقع شده‌است.